# Getica
De origine actibusque Getarum („Von Ursprung und Taten der Goten“, kurz Getica) ist das historische Hauptwerk des römisch-gotischen Gelehrten und Geschichtsschreibers Jordanes († nach 552) aus dem 6. Jahrhundert. Jordanes beschreibt in seinem lateinischen Werk die teilweise mythisch überformte Geschichte der Goten.

## Hintergrund
Jordanes, der selbst gotischer Abstammung war, verfasste sein Werk wohl in Konstantinopel auf der Grundlage der Darstellung Historia Gothorum (Geschichte der Goten), die im Auftrag Theoderichs des Großen um das Jahr 520 in 12 Büchern von dem römischen Gelehrten Cassiodor verfasst worden war. Jordanes hatte nach eigener Aussage die Möglichkeit, Cassiodors heute verlorenes Werk drei Tage lang zu studieren und schrieb anschließend selbst sein Werk De origine actibusque Getarum, stützte sich dabei aber auch auf zusätzliche Quellen wie etwa eine Schrift des Historikers Ablabius. Zudem konnte er sich auf aktuelle Begebenheiten beziehen, wie die Schlachten der Truppen Kaiser Justinians gegen die Ostgoten.
Die von Jordanes angefertigten Getica gelten als wichtige Quelle für die gotische Geschichte, da die Werke Cassiodors und Ablabius’ vollständig verlorengegangen sind; Fragmente aus dem Werk des Ablabius sind nur bei Jordanes erhalten. Allerdings muss berücksichtigt werden, dass Jordanes’ Darstellung aus ostgotischer oder römischer Perspektive erfolgte. Die ebenfalls von ihm verfasste Historia Romana bildet vermutlich eine Einheit mit den Getica oder ist als Ergänzung zu betrachten.
Bis heute ist die Glaubwürdigkeit des Jordanes in mehreren Punkten umstritten. Ebenfalls ist umstritten, wie stark Cassiodors Gotengeschichte die Basis für die Getica bildete, oder ob Jordanes eine eher selbstständige Schilderung bot, in der nur Teile der jeweiligen Quellen verarbeitet wurden.

### Kritische Betrachtung der Quellen
Direkte Vergleiche zwischen den Werken von Jordanes und Cassiodor sind nicht mehr möglich, da Cassiodors  Bücher nicht erhalten sind. Dieser hatte angegeben, gotische Volkslieder (lateinisch carmina prisca) bei seinen Aufzeichnungen als Quelle genutzt zu haben. Jordanes beruft sich außerdem auf alte Erzählungen. Als Hauptmotiv seiner Aufzeichnung wird in der Forschung die Glorifizierung der damals in Italien herrschenden Ostgoten angesehen, denen Cassiodor zu einer ruhmreichen Geschichte habe verhelfen wollen. Die gotische Geschichte wurde als ebenso lang zurückreichend wie die römische dargestellt. In der modernen Forschung wird diese Darstellung allerdings sehr kritisch betrachtet; letztendlich habe Cassiodor (nimmt man Jordanes’ Bericht als Grundlage) eine historische Vergangenheit der Goten konstruiert (siehe auch invented tradition), die so nicht der Realität entsprach.
Arne Søby Christensen stützt sich bei seiner Untersuchung der Getica zunächst auf die griechisch-römische und jüdisch-christliche Literatur über die Goten, die bereits vor Cassiodor verfasst wurde. Der Name „Gothi“ findet sich bereits in Quellen aus dem frühen 3. Jahrhundert; auch der Geschichtsschreiber Tacitus (* um 58 n. Chr.; † um 120) erwähnt in seinen Schriften ein Volk namens „Gotones“, die südlich der Ostsee beheimatet gewesen seien. Jordanes siedelte diese an der Donau an. Ptolemäus (* um 100; † vor 180) berichtet von den Sarmaten, die an der Weichsel lebten. Keine dieser Angaben stimmt jedoch mit der Chronologie des Jordanes überein. Jordanes erklärte, dass die Geten das gleiche Volk seien wie die Goten und berief sich hierbei auf die Angaben von Orosius (* um 385; † um 418). Eine umstrittene Passage ist die Gleichsetzung der Slawen des 6. Jahrhunderts mit den bereits von Tacitus und Plinius dem Älteren (* etwa 23; † 79) erwähnten Venetern oder den von Ptolemäus erwähnten Sarmaten.
Eine wichtige Frage ist daher die historische Genauigkeit im Werk von Jordanes, insbesondere, was die Datierung der Ereignisse und den Ursprung der Goten angeht. Kritiker sehen darin eher eine Beschreibung der Völker des 6. Jahrhunderts, so wie sie zur Zeit der Niederschrift anzutreffen waren. Auch das verschollene Geschichtswerk Cassiodors, Jordanes’ Hauptquelle, stützte sich mutmaßlich auf Beschreibungen von Völkern, die nicht mit Bestimmtheit als Goten identifiziert werden können.

## Textgeschichte
Die Textgrundlage ist heute die Edition durch den berühmten deutschen Althistoriker Theodor Mommsen, die auf dem damals (1882) besterhaltenen Heidelberger Manuskript, das wahrscheinlich aus dem frühen 8. Jahrhundert stammte, basiert. Dieses Manuskript wurde jedoch bei einem Feuer in Mommsens Haus am 7. Juli 1880 zerstört, und nur die Bearbeitung von Mommsen selbst ist heute erhalten. Dieser Umstand trägt dazu bei, mitunter die heute verfügbare Version des Jordanes als verlässliche historische Quelle anzuzweifeln, obwohl Mommsen allgemein als sorgfältiger und kompetenter Editor gilt. Das Manuskript mit dem nächstgrößten historischen Wert ist der Vaticanus Palatinus aus dem 10. Jahrhundert sowie das Valenciennes-Manuskript aus dem 9. Jahrhundert. Die Handschrift des Staatsarchivs Palermo, die nur unwesentlich jünger als das Heidelberger Manuskript ist, war Mommsen nicht bekannt. Sie wurde für die Edition von 1991 herangezogen.
In Hinblick auf Textkritik und Überlieferungsgeschichte sind die Getica ein Werk mangelnder Sicherheit, was die Authentizität des uns heute Überlieferten betrifft: So „… müssen wir uns bescheiden, nicht mit Sicherheit sagen zu können, was Jordanis wirklich geschrieben hat“, schrieb der Übersetzer der Getica, W. Martens, bereits 1913.

## Aufbau der „Getica“
Die Getica sind in Abschnitte unterteilt.
- Die geographische Einführung

Jordanes berichtet von der Weltvorstellung der Goten, die sie sich als Kreis der ganzen bekannten Welt vorstellten, die von einer Art Gürtel aus Ozeanen von drei Seiten umschlossen wurde. Die drei Erdteile wurden als Asien, Europa und Afrika bezeichnet. Darüber hinaus gibt es einige Inselgruppen wie die Kykladen oder Sporaden.
- Die vereinigten Goten

Jordanes beginnt seine Geschichte mit der Auswanderung der Goten unter ihrem Anführer Berig, als sie mit drei Schiffen von der Insel Scandza nach Gothiscandza (Küste der Goten) aufbrachen. Dies wird mit der Willenberg-Kultur im heutigen Polen oder mit Danzig an der Weichselmündung gleichgesetzt. Die moderne Forschung spricht sich jedoch dagegen aus, dass die Goten aus Skandinavien eingewandert seien, der Bericht des Jordanes wird vielmehr als topische Herkunftssage angesehen (Origo gentis).
In der Erzählung wird Herodots getischer Halbgott Zalmoxis der König der Goten. Es folgen ruhmreiche Erzählungen bis zur ersten Begegnung der Goten mit den Römern.
- Die Westgoten
- Die Ostgoten

Das Werk endet mit der Unterwerfung der Goten durch den oströmischen General Belisar.

## Ausgaben und Übersetzungen
- Jordanes: De origine actibusque Getarum. In: Francesco Giunta, Antonino Grillone (Hrsg.): Iordanis de origine actibusque Getarum (= Fonti per la Storia d’Italia. Band 117). Istituto Storico Italiano per il Medio Evo, Rom 1991.
- Theodor Mommsen (Hrsg.): Auctores antiquissimi 5,1: Iordanis Romana et Getica. Berlin 1882 (Monumenta Germaniae Historica, Digitalisat).
- Alexander Heine (Hrsg.): Jordanis Gotengeschichte nebst Auszügen aus seiner Römischen Geschichte. Dunker, Leipzig 1884; Phaidon, Essen/Stuttgart 1985/1986, ISBN 3-88851-076-7.
- Jordanes: Die Gotengeschichte. Übersetzt, eingeleitet und erläutert von Lenelotte Möller. Marix, Wiesbaden 2012, ISBN 978-3-86539-288-6.
- Hans-Jürgen Hube (Hrsg.): Ostgoten-Saga. Marix-Verlag, Wiesbaden 2010, ISBN 978-3-86539-248-0.